# Steristoppers

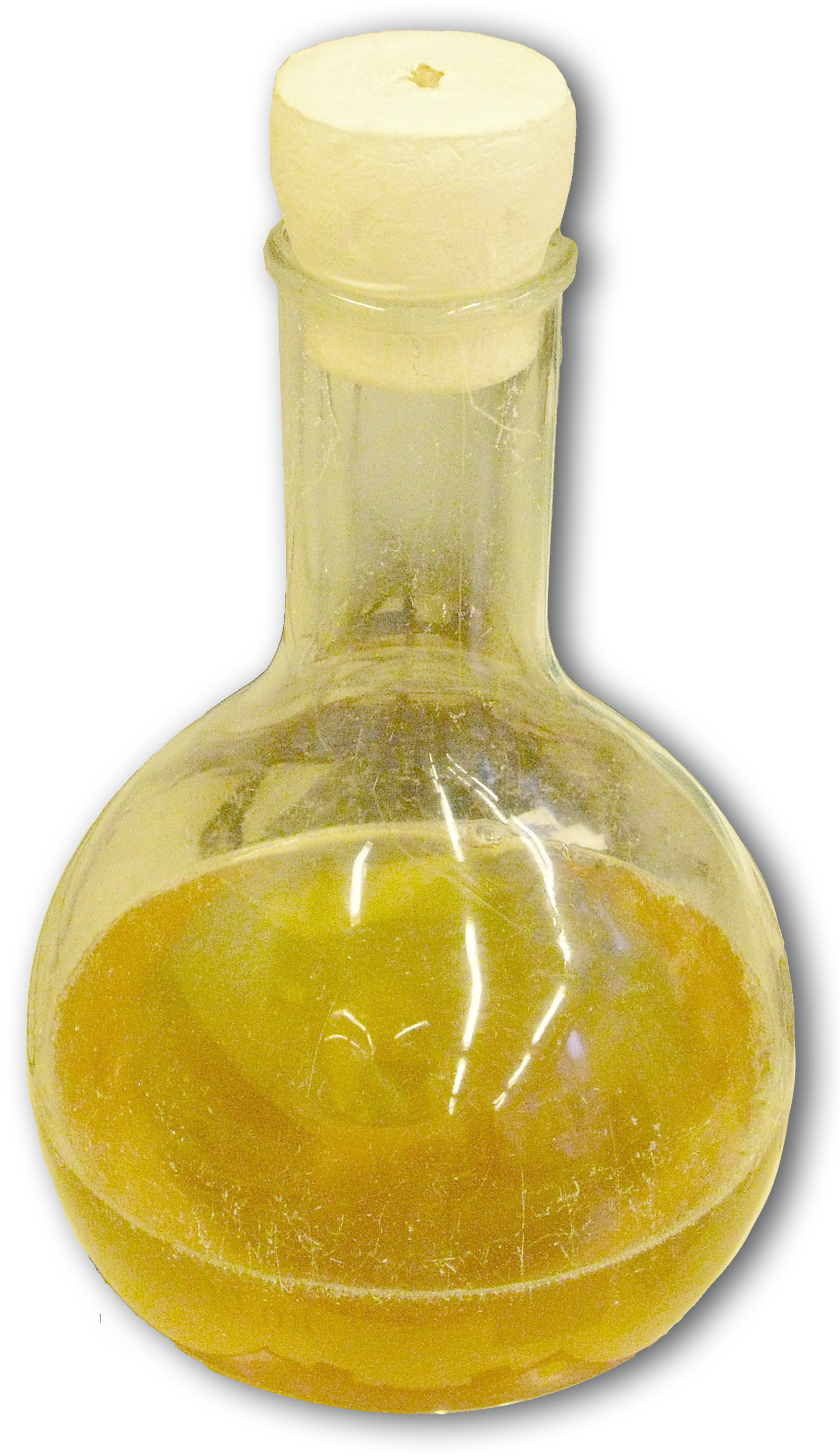
Utilisation d'un Steristopper.

Les Steristoppers et les Steristoppers Passform sont des bouchons d'étanchéité de cellulose pour la microbiologie. Ils sont utilisés en bactériologie, dans les instituts d'hygiène, les laboratoires alimentaires mais aussi par la police scientifique et les établissements d’enseignement (collèges, lycées).

## Histoire
Les Steristoppers ont été développés au début des années 1960 par Heinz Herenz. Ils font l’objet d’un brevet et d’un dépôt de marque auprès de l'Office allemand des brevets et des marques, depuis le 13 mars 1965.

## Propriétés
Les Steristoppers sont appropriés pour la fermeture stérile de cultures bactériennes dans les éprouvettes, les fioles, les erlenmeyers et autres cultures. Ils sont autoclavables jusqu'à 200 °C, bénéficient d’un filtrage bactérien et peuvent être stérilisés. Perméables à l'air, ils sont conçus pour un usage unique.
Leur configuration ne nécessite ni un vissage lourd, ni de manœuvrer de la laine de coton, méthode la plus couramment utilisée pour sceller la verrerie de laboratoire.

## Fabrication
Les Steristoppers sont fabriqués en Allemagne à partir d'une cellulose spéciale, développée spécifiquement pour ce produit. Ils sont enroulés à vitesse élevée autour d’un mandrin et à l'aide d'un produit adhésif neutre spécialement conçu à cet effet. Les différentes formes et tailles sont spécifiées selon le modèle.

## Variantes
Les Steristoppers existent en 73 versions différentes, avec un diamètre intérieur allant de 4 à 70 mm. Ils peuvent être normaux, souples ou extra durs. En outre, des bouchons spéciaux sont produits avec un diamètre extérieur de 6, 12 ou 14 mm pour les tubes à essai de laboratoire. À titre complémentaire, sont fabriqués des Steristoppers écouvillon servant au dépistage gynécologique de l'antigène 125 du cancer. Des modèles personnalisés sont disponibles sur commande.